# Engstligental
Engstligental är en dal i Schweiz.   Den ligger i kantonen Bern, i den centrala delen av landet, 50 km söder om huvudstaden Bern.
I omgivningarna runt Engstligental växer i huvudsak blandskog. Runt Engstligental är det ganska tätbefolkat, med 72 invånare per kvadratkilometer.